# Talpaki
Talpaki (russisch Талпаки,  deutsch Taplacken, litauisch Toplaukiai) ist ein Ort am Nordufer des Pregel in Russland im Rajon Gwardeisk der Oblast Kaliningrad. Talpaki ist eine Siedlung der kommunalen Selbstverwaltungseinheit Stadtkreis Gwardeisk.

## Geographische Lage
Die Ortschaft liegt in der historischen Region Ostpreußen, neun Kilometer nordwestlich von Snamensk (Wehlau).
Talpaki hat regionale Verkehrsbedeutung. So endet hier der autobahnartig ausgebaute Abschnitt der Hauptstraße A229, die der ehemaligen Reichsstraße 1 von Königsberg (Preußen) nach Eydtkuhnen entspricht und heute ein Teilstück der Straßenverbindung ins russische Kernland bildet. Außerdem zweigt hier die Fernstraße A 216 (ehemalige deutsche Reichsstraße 138) nach Norden in Richtung Sowjetsk (Tilsit) und Litauen ab.

## Name

Taplacken östlich von Königsberg und nordöstlich von Wehlau auf einer Landkarte von 1908.

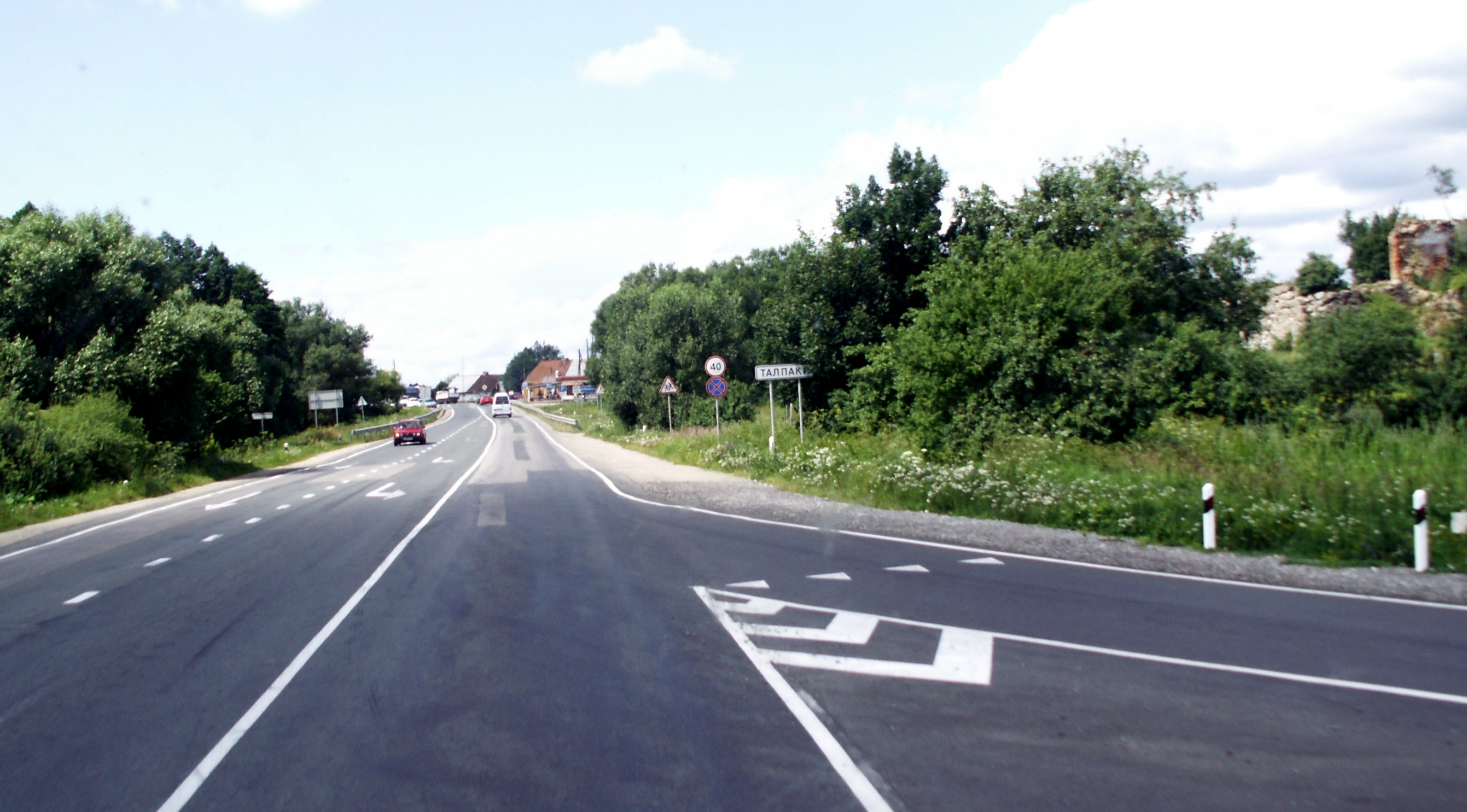
Ortseinfahrt

Erstmals wird der Ort 1388 als Tapelawke erwähnt. Da der Ort 1440 sogar übersetzt Warmfelt genannt wird, geht man davon aus, dass das Erstglied des Namens als *tapja 'warm' zu rekonstruieren ist. Blažiene vergleicht indessen mit litauisch tapoti ‚tapsen‘, lautmalerischen Ursprungs. Der zweite Namensbestandteil ist häufig in Siedlungsnamen und entstammt altpreußisch bzw. litauisch laukas ‚Feld‘.

## Geschichte
Die erste Erwähnung des bis 1946 Taplacken genannten Dorfes erfolgte im Jahre 1338. Zwischen 1874 und 1945 war der Ort namensgebend für einen Amtsbezirk, der zum Kreis Wehlau im Regierungsbezirk Königsberg der preußischen Provinz Ostpreußen gehörte. In diesen Amtsbezirk waren neben der Landgemeinde Taplacken auch der Gutsbezirk Domäne Taplacken sowie die Nachbarkommunen Petersdorf (heute russisch: Kuibyschewskoje) und Stobingen (Liwny) eingegliedert.
Im Jahre 1910 zählte die Landgemeinde Taplacken 280 und der Gutsbezirk Domäne Taplacken 308 Einwohner. Beide vereinen sich am 30. September 1928 zur neuen Landgemeinde Taplacken. Die Einwohnerzahl belief sich 1933 auf 436 und betrug 1939 noch 415.
In Folge des Zweiten Weltkrieges kam Taplacken 1945 mit dem nördlichen Ostpreußen zur Sowjetunion und erhielt 1947 den russischen Namen „Talpaki“; der Ort konnte so, als einer von wenigen im ehemaligen Nord-Ostpreußen, seinen historischen Namen nur wenig abgewandelt behalten. Gleichzeitig wurde Talpaki Sitz eines Dorfsowjets im Rajon Gwardeisk, der später zeitweise nach Kuibyschewskoje verlegt wurde. Von 2008 bis 2014 gehört der Ort zur Landgemeinde Sorinskoje selskoje posselenije mit Sitz in Talpaki. Seit deren Auflösung gehört der Ort zur kommunalen Selbstverwaltungseinheit Stadtkreis Gwardeisk.

## Ordensburg

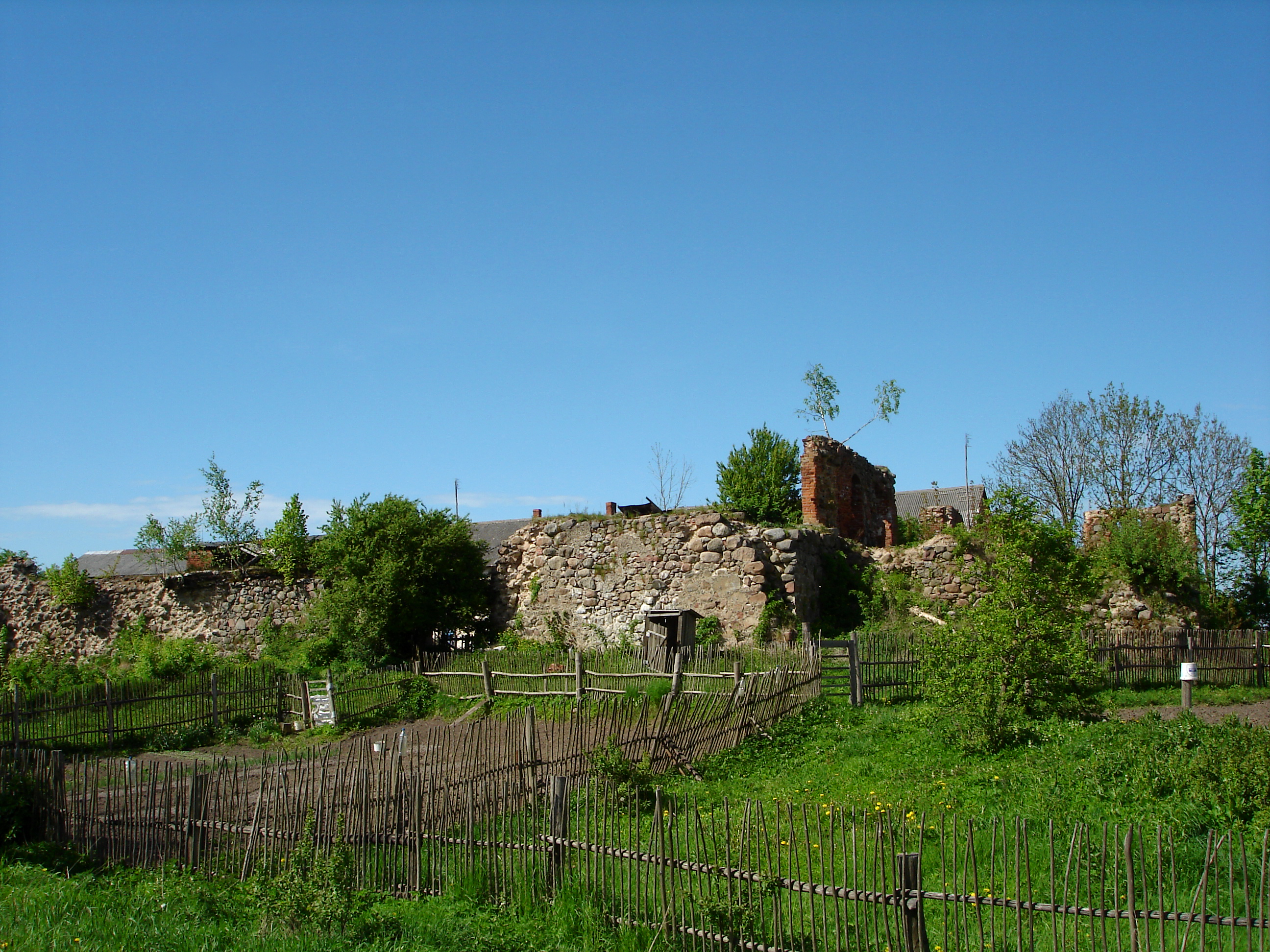
Burgruine in Talpaki

Belegt ist ein prußischer Schlossberg 800 Meter nördlich von Taplacken an der Nehme. Der Orden errichtete im 13. Jahrhundert eine erste Burganlage, die von Litauern unter Fürst Kynstut 1376 zerstört wurde. Der spätere Wiederaufbau erfolgte auf einer aus dem Morast hervorspringenden besser zu sichernden Landzunge, die eigentliche Burg Taplacken. Auf den Ausbau von Kellern musste wegen des feuchten Grundes verzichtet werden. In der Burg wurde später eine Domäne eingerichtet.

## Kirche
Mit seiner fast ausnahmslos evangelischen Bevölkerung war Taplacken bis 1945 in das Kirchspiel der Kirche Petersdorf (Ostpreußen) (heute russisch: Kuibyschewskoje) eingepfarrt, das zum Kirchenkreis Wehlau in der Kirchenprovinz Ostpreußen der Kirche der Altpreußischen Union gehörte. Aufgrund von Flucht und Vertreibung der einheimischen Bevölkerung sowie der restriktiven Kirchenpolitik der Sowjetunion brach das kirchliche Leben ein. Erst in den 1990er Jahren bildete sich in Talpaki eine neue evangelisch-lutherische Gemeinde, eine Filialgemeinde der Auferstehungskirche in Kaliningrad (Königsberg) in der Propstei Kaliningrad der Evangelisch-lutherischen Kirche Europäisches Russland.